# Denise Hinrichs
Denise Hinrichs (Alemania, 7 de junio de 1987) es una atleta alemana especializada en la prueba de lanzamiento de peso, en la que consiguió ser subcampeona europea en pista cubierta en 2009.

## Carrera deportiva
En el Campeonato Europeo de Atletismo en Pista Cubierta de 2009 ganó la medalla de plata en el lanzamiento de peso, llegando hasta los 19.63 metros, tras su compatriota Petra Lammert (oro con 19.66 metros) y por delante de la rumana Anca Heltne (bronce con 18.71 metros).